# Ли Тъгуай
Ли Тиегуай е китайска митологична личност. Счита се, че е бил ученик и личен приятел на самия Лао Дзъ, знаменит китайски философ, пръв разкрил пред хората Пътят на Дао. Тиегуай 40 години така всеотдайно медитирал, че забравял дори да яде и спи.

## Характеристика
В миналото представителен, той се изобразява като куц разрошен и с мръсно лице просяк. Темпераментен и заядлив по характер, Тиегуай е известен с великодушието си към бедните, болните и нуждаещите се.
Понякога го рисуват яздещ митичен звяр (химера).

## Легенда
Разказват, че веднъж, решавайки да посети Лао Дзъ, той оставил тялото си на свой ученик, като му поръчал, ако до седмица време духът му не се върне, то тялото да бъде изгорено. На седмия ден сутринта ученикът получил вест, че майка му е на смъртно легло и бързайки да я посети, изгорил тялото на учителя си. Когато Тиегуай се завърнал не открил тялото си и набързо се вселил в намерено в близката гора мъртво тяло на куц просяк. Напръсквайки с вода бамбуковата патерица на просяка, той я превърнал в железен бастун, заради което е и популярния му прякор Ли – Железния (тие) Бастун (гуай).
Той носил вълшебна кратуна (символ на Вселената), в която забърквал лечебни билки. Тиегуай простил и с вълшебен еликсир възвърнал към живот майката на своя ученик, изгорил тялото му и дори му дал хапче, за да живее 200 години. Вечер Ли се смалявал дотолкова, че да може да спи в кратунката си.